# 나나사토촌 (사이타마현 기타아다치군)
나나사토촌(七里村)은 사이타마현 기타아다치군에 있던 촌이다. 현재의 사이타마시 미누마구에 해당한다.

## 역사
- 1913년 4월 2일 - 7촌이 합병해 기타아다치군 나나사토촌이 성립하였다.
- 1955년 1월 1일 - 오미야시에 편입해, 동일 나나사토촌은 폐지되었다.

## 참고문헌
- 「角川日本地名大辞典」編纂委員会『角川日本地名大辞典 11 埼玉県』角川書店、1980年7月8日。ISBN 4040011104。